# غاريقون أسود أرجواني
غاريقون أسود أرجواني (الاسم العلمي:Agaricus purpureoniger) هو نوع من الفطريات يتبع جنس الغاريقون من الفصيلة الغاريقونية.